# Fort Louvel
Fort Louvel war eine Festung auf St. Mary’s Island im Gambia-Fluss in der Mündung zum Atlantischen Ozean auf dem Gebiet des heutigen westafrikanischen Staates Gambia.

## Beschreibung

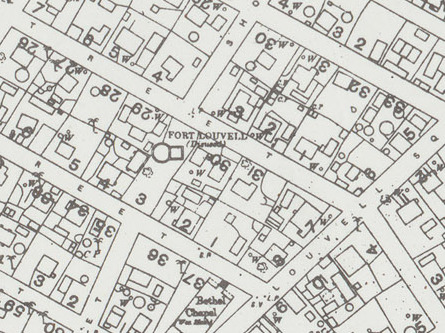
Fort Louvel auf einem Ausschnitt eines Stadtplans von Bathurst (1911)

Fort Louvel war ein britisches koloniale Fort, das mit Hilfe von Franzosen erbaut wurde. Als Standort ist die Short Street bzw. die (Jeremiah) Allen Street angegeben. Es wurde 1831 auf dem höchsten Punkt der Sandbankinsel errichtet.

## Geschichte
1816 wurde die britische Niederlassung Bathurst (heute Banjul), auf der von den Briten genannten St. Mary’s Island, gegründet.
Während des Barra-Krieges wurden die britischen Truppen aus Fort Bullen, von der gegenüberliegenden Flussseite des Gambias, nach Bathurst evakuiert. Der britische Leutnant Gouverneur von Gambia, George Rendall, sandte Botschaften nach Sierra Leone und an die Franzosen auf der Insel Gorée (vor dem heutigen Dakar), um Hilfe zu erbitten. In der Zwischenzeit hat der König von Barra seine Truppen aufgestockt und zog in Betracht, die Briten in Bathurst anzugreifen. In dieser Hinsicht nahmen viele der Kolonisten im September 1831 Reißaus, als sie mit dem Schiff namens „La Bordelaise“ unter dem Kommando des Franzosen Lieutenant Louvel von Bathurst auf das Festland, die Region Kombo, flohen.
Aus Sicherheitsgründen oder besser aus Gründen, die den Kolonisten bekannt waren, wurde beschlossen, ein Fort zu errichten. Lieutenant Louvel meldete sich dann freiwillig, um den Bau des Forts in Bathurst zu überwachen. Er half, indem er einige seiner Männer um lokale Maurer erweiterte, um das Fort zu errichten und den Posten fertigzustellen. Es war von einer bemalten hölzernen Einfriedung umgeben, die vom alten Gelände des Militärkrankenhauses nahe der Flussfront bis in die New Town hinein verlängert wurde. Unter anderem wurden dort vier kleine Kanonen installiert sowie ein Militärlager, der lokale Rentner und ehemalige Soldaten umfasste. Außerdem schreckten diese Sicherheitsmaßnahmen angeblich den König davon ab, einen Angriff zu verhindern.
William Moister von der Wesleyan Mission beschreibt damit Bathurst in diesem kritischen Moment seiner frühen Geschichte:

„Alle, die Waffen tragen konnten, wurden gedrillt und in eine Miliz eingeschrieben. In der Nähe von Bathurst wurde auf der ganzen Insel eine starke Palisade errichtet, und ein neues Fort wurde in einer Kommandoposition direkt hinter dem Missionshaus errichtet. Wachen wurden auch dazu ernannt, streng Ausschau zu halten und nachts durch die Straßen zu gehen, damit sie Alarm geben konnten, falls der Feind versuchen sollte, auf der Insel zu landen. Frau Moister und ihre Schulmädchen waren eifrig damit beschäftigt, Sandsäcke für die Aufstellung beweglicher Batterien herzustellen; und in der Tat waren die Dienste jeder Person, die irgendeine Hilfe leisten konnte, dort bei der gemeinsamen Verteidigung der Siedlung erforderlich. Sogar die einheimischen Frauen und Kinder trugen Steine für die Errichtung der neuen Festung, sangen und klatschten in die Hände, während sie mit ihrem Loyalen auf dem Kopf liefen, in einer Weise, die ihre loyale und enthusiastische Verbundenheit mit der britischen Regierung zeigte.“

Ende des 19. Jahrhunderts, während des Soninke-Marabout-Krieges in Kombo und insbesondere nach dem Krieg der Briten gegen Kombo Silla, war das Fort erneut besetzt. Nach dem Ende des Kombo-Krieges war Fort Louvel nie wieder bemannt.
Es war seitdem das Fort verlassen, bis es schließlich von der Public Works Department (PWD) abgerissen wurde, weil es als eine Gefahr für die öffentliche Gesundheit angesehen wurde. Nach dem Zweiten Weltkrieg errichtete das PWD eine Betonsäule mit einer eisernen Kanonenkugel auf der Spitze, das Fort Louvel Monument.
2011 wurde eine Instandsetzung des Denkmals vorgenommen. Nach mehreren Jahren der Verlassenheit befand sich das Monument in einem schlechten Zustand, da der Zementputz, mit dem die Betonblöcke bedeckt waren, nach und nach zerbrach und dies eine Ausbesserung rechtfertigte. Während der Sanierung wurde festgestellt, dass die Gedenktafel, die daran angebracht werden sollte, aus Bronze ist, der Quelle zufolge ist ihr Verbleib unbekannt. Die Renovierung der Festung sollte die Erhaltung des Monuments unterstützen und den Ort bewusst zu einem touristischen Ziel und einem Ort des Nationalstolzes machen. Die Renovierung des Forts wurde von der Botschaft der Vereinigten Staaten in Banjul gesponsert. Und dies geschah unter Beteiligung des National Centre for Arts and Culture (NCAC), der Architectural Drawtsman and Technicians Association (ADTA), des Banjul City Council (BCC) und des United States Peace Corps. Die Instandsetzung erfolgte von Januar bis August 2011.
Die von der ADTA entworfene Instandsetzung des Forts soll das Fort Louvel Monument erhalten, und der im Inneren des Forts errichtete Laden wird genutzt, um Mittel für die Instandhaltung des Monuments zu beschaffen. Die Sanierung des Forts hat bereits stattgefunden, so dass es schwierig ist, festzustellen, ob Laterit wie im Fort Bullen verwendet wurde, da es für Kugeln sehr unmöglich ist, es zu durchschlagen. Wie bereits erwähnt, waren jedoch Beton und Zement als Material für den Bau des Forts sichtbar. Es ist ganz klar, dass Fort Louvel ein nationales Monument ist, das die touristischen Sehenswürdigkeiten in Gambia bereichert hat. Mit den Feierlichkeiten 2016 zum 200-jährigen Bestehens von Banjul, wurde die Absicht erklärt, Fort Louvel stärker in den Fokus zu stellen.